# Avicularia
Avicularia és un gènere d'aranyes migalomorfs de la família Theraphosidae, nadiu de Sud-amèrica tropical, que inclou diverses espècies de taràntules.
Una de les més notables característiques de les espècies Avicularia és el seu curiós mètode de defensa. Quan se senten atacades, la seva primera elecció és arrencar a córrer el més ràpid possible i, ocasionalment, llançaran un doll d'excrement al blanc que ho agredeix. Els adults són capaços d'encertar fins a 0,5 a 1 m.
Hi ha una creença sobre que són "aranyes voladores" en les repobles d'on són natives, però en realitat són solament saltadores. Les seves potes, no obstant això, no poden impulsar-se massa alt a causa del seu pes.
Avicularia avicularia és la taràntula més oposada com a mascota.